# Vía Láctea (canción de Zoé)
«Vía Láctea» es un sencillo de la banda de rock alternativo Zoé, presente en su tercer álbum de estudio Memo Rex Commander y el Corazón Atómico de la Vía Láctea publicado en mayo de 2006.

## Otras versiones
Tiene una versión en álbum en vivo 281107 en vivo desde el Palacio de los Deportes ante 17,976 personas.
Crearon una versión para su álbum en vivo MTV Unplugged/Música de fondo del 2011 donde contaron con la compañía de músicos como Chetes en la guitarra acústica, Andrés Sánchez y Yamil Rezc en las Percusiónes. En la plataforma YouTube tiene una video en vivo del Unplugged con 35,833,505 visitas siendo una de las canciones más famosas de la banda.
Esta canción fue tocada en su concierto en el Foro Sol pero no fue incluida ni en el DVD ni en el CD.
Existe una versión en el álbum tributo a Zoé Reversiones cantada por el conocido cantante colombiano Juanes publicado en la plataforma YouTube el 20 de agosto del 2020.

## Personal
En la versión de Estudio participaron
- León Larregui - voz líder.
- Ángel Mosqueda - Bajo.
- Sergio Acosta - guitarra eléctrica.
- Jesús Báez - Teclados.
- Rodrigo Guardiola - Batería.

En la versión del Unplugged participaron
- León Larregui - voz lìder.
- Ángel Mosqueda - Bajo.
- Sergio Acosta - Ukelele.
- Jesús Báez - Piano,teclado.
- Rodrigo Guardiola - batería, Percusión.
- Chetes - guitarra acústica,coros.
- Andrés Sánchez - Percusiones.
- Yamil Rezc - Percusiones,Vibráfono.
- Benjamín Carone Sheptak - Violín.[6]
- Edgardo Carone Sheptak - Violín.[6]
- Milana Sovolena Solobioma - Viola.[6]
- Salomón Guerrero Alarcón - Violonchelo.
- Daniel Zlotnik - Saxofón tenor.[6]
- Alejandro Díaz - Trombón.[6]
- Clive James Whatley - Trompa.[6]